# Campiglossa perspicillata
Campiglossa perspicillata este o specie de muște din genul Campiglossa, familia Tephritidae, descrisă de Mario Bezzi în anul 1918. Conform Catalogue of Life specia Campiglossa perspicillata nu are subspecii cunoscute.